# Hammarbya paludosa
Hammarbya paludosa (L.) Kuntze, 1891 è una pianta appartenente alla famiglia delle Orchidacee, diffusa nelle aree paludose dell'emisfero settentrionale. È l'unica specie nota del genere Hammarbya.

## Descrizione

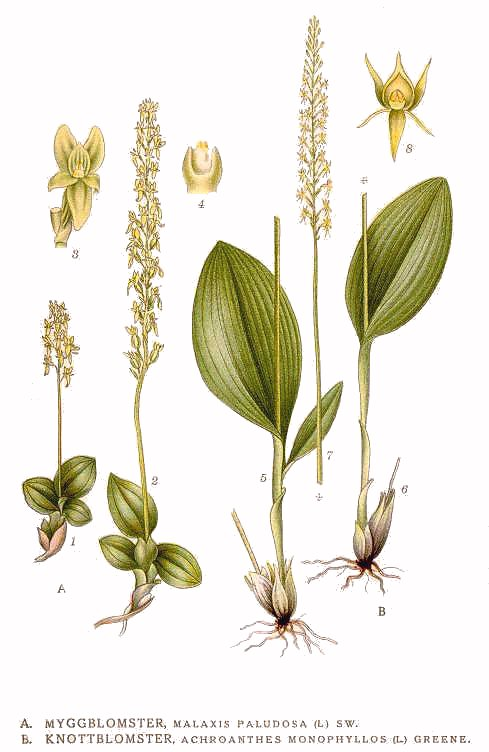
Tavola botanica di M. paludosa (a sinistra)

È una pianta erbacea con fusto gracile alto da 5 a 20 cm.
L'apparato radicale è costituito da un rizoma verticale sovrastato da 2 pseudobulbi, l'inferiore immerso nel substrato e ricoperto da squame membranacee, il superiore che fuoriesce dal substrato e ricoperto da guaine fogliari.
Le foglie, da 2 a 3, lanceolate, formano una rosetta basale e recano sull'apice un piccolo bulbillo.
I fiori, giallo-verdognoli, da 10 a 30, di piccole dimensioni, sono riuniti in infiorescenze cilindriche. I sepali, ovali-lanceolati, sono lunghi circa 3 mm;  i petali, più piccoli, hanno un apice acuto. Il labello, privo di sperone, lungo circa la metà dei sepali, è rivolto verso l'alto (resupinazione di 360°). Il ginostemio è conico, molto breve; le masse polliniche sono giallastre, prive di caudicola e ricoperte di una sostanza vischiosa che ne favorisce l'adesione al corpo degli insetti pronubi.
Fiorisce in luglio-agosto.

## Biologia
Hammarbya paludosa si riproduce abitualmente per via sessuale, grazie all'impollinazione operata dagli insetti pronubi.
Talora è possibile anche la riproduzione per via asessuata, con formazione di strutture, denominate bulbilli che, staccandosi dalle foglie della pianta madre, garantiscono la propagazione.

## Distribuzione e habitat
Ha un ampio areale che copre gran parte dell'emisfero settentrionale. In Europa è presente dalla Scandinavia alle Alpi, estendendosi a est sino ai Balcani e alla Romania. In Asia è presente dalla Siberia meridionale sino a Sachalin e al Giappone. In America la si trova dall'Alaska all'Ontario, a sud sino al Minnesota.
In Italia è presente in una sola stazione alla Torbiera di Rasun (Anterselva, Bolzano), a 1080 m di altitudine.
Il suo habitat tipico è rappresentato dalle torbiere, su substrati composti da muschi e sfagni; tale caratteristica consente di considerarla una pianta epifita.

## Tassonomia
Descritta da Linneo come  Ophrys paludosa, è stata successivamente attribuita da Olof Swartz al genere Malaxia. Nel 1891 Otto Kuntze ne propose l'attribuzione al genere monospecifico Hammarbya, in omaggio al villaggio svedese di Hammarby, residenza estiva di Linneo.
Il numero cromosomico di H. paludosa è 2n=28.

### Varietà
Ne è nota una varietà con foglie più grandi ed infiorescenza più ricca denominata H. paludosa var. robusta.

## Conservazione
La Lista rossa IUCN classifica Hammarbya paludosa come specie a rischio minimo (Least Concern).
L'unica stazione italiana esistente è protetta all'interno del Biotopo Torbiera di Rasun. 
Il "Libro rosso delle piante d'Italia" la classifica come specie in pericolo critico.